# Thecla
Pour les articles homonymes, voir Thècle.
Genre
Thecla est un genre paléarctique de lépidoptères (papillons) de la famille des Lycaenidae et de la sous-famille des Theclinae.
Ses espèces comptent parmi celles appelées « thècles » ou « théclas » en français.

## Historique
Le genre Thecla a été décrit par l'entomologiste danois Johan Christian Fabricius en 1807. Son espèce type est Papilio betulae Linnaeus, 1758.
Au XIXe siècle, de très nombreuses nouvelles espèces de thècles, souvent sud-américaines, ont été décrites dans le genre Thecla. Le genre a ensuite été éclaté, la plupart de ses espèces étant désormais placées dans d'autres genres de la sous-famille des Theclinae.
Dans sa définition actuelle, le genre Thecla ne comporte plus que deux ou trois espèces, originaires de l'écozone paléarctique.

### Synonymes[2]
- Zephyrus Dalman, 1816
- Aurotis Dalman, 1816
- Ruralis Tutt, 1906

## Liste des espèces
- Thecla betulae (Linnaeus, 1758) — la Thècle du bouleau — espèce type pour le genre — Europe et Asie tempérées
- Thecla betulina Staudinger, 1887 — Nord-Est de la Chine, Corée, Extrême-Orient russe
- Thecla ohyai Fujioka, 1994 [3][réf. à confirmer]